# Kuurne–Bruselj–Kuurne
Kuurne–Bruselj–Kuurne (nekoč tudi Omloop van Kuurne, Bruselj-Kuurne, Omloop der Beide Vlaanderen) je pomladanska enodnevna mini klasična kolesarska dirka v Belgiji, ki poteka po Flandriji in jo prirejajo od leta 1946. Po tradiciji zadnjo nedeljo v februarju ali prvo nedeljo v marcu, en dan po dirki Omloop Het Nieuwsblad. Od leta 2020 naprej je del serije UCI ProSeries.

## Zgodovina

### Začetno obdobje
Prva dirko leta 1945, znano kot "Omloop van Kuurne", ki jo je organiziral Sportingclub, je potekala med dvema krajema, z startom v majhnem belgijskem mestu Kuurne, znanem po tekstilni industriji in z ciljem v prestolnici Bruselj. Da bi dirka dobila več prestiža, so leta 1946 obrnili traso z startom v Bruslju in z ciljem Kuurneju, in tudi spremenili ime dirke v "Bruselj–Kuurne". Leta 1947 je organizator odločil, da bi start in cilj bila v Kuurneju, z postankom v prestolnici in takrat dirko preimenovali v "Kuurne–Bruselj–Kuurne". 
V 1950ih je bila to nekaj let otvoritvena dirka belgijske kolesarske sezone. Ko je Bruselj v poznih 1960ih postal nedostopen za kolesarske dirke, je bila trasa leta 1968 preusmerjena proti Ardenom, dirka pa preimenovana v "Omloop der beide Vlaanderen" ("Krog po obeh Flandrijah"). Leta 1979 so odločili da dirko spet preimenujejo nazaj v "Kuurne–Bruselj–Kuurne" in tako je še danes.

### Otvoritveni vikend
̈Že desetletja ta dirka služi kot druga dirka v otvoritvenem kolesarskem vikendu v Belgiji, takoj naslednji dan za sobotno dirko Omloop Het Nieuwsblad, kot tudi otvoritveni tekmovalni kolesarski vikend v severozahodni Evropi. Čeprav je manj pomembna in manjša od dirke Omloop, ima določen prestiž zaradi svojega termina. Leta 2005 je bila vključena v 2. kakovostni razred, UCI Europe Tour; leta 2016 je napredovala v kategorijo 1.HC, enako kot dotedaj Omloop Het Nieuwsblad, ki pa je naslednje leto že napredovala v serijo UCI World Tour. 
Kljub koledarskemu tandemu, še noben kolesar ni v istem vikendu zmagal obeh dirk, Omloop in Kuurne–Bruselj–Kuurne.

### Zimska dirka
Dirka je zaradi svojega poznozimskega datuma in posledično zaradi snega tudi trikrat do sedaj odpadla; in sicer v letih 1986, 1993 in 2013. V ekstremnih razmerah, v ciklonu Xynthia je potekala tudi dirka leta 2010, z močnimi nalivi in vetrom, ki je vseskozi pustošil po pelotonu.

## Trasa
Kljub svojemu imenu, dandanašnja približno 200 km dolga trasa sploh ne gre do Bruslja. Dirka se začne na hipodromu Kuurne, v južnem delu province  Zahodna Flandrija, preden se odpravi proti vzhodu v smeri Bruslja, ki se zahodu prestolnice najbolj približa na 23 km. Potem se trasa preusmeri in obrne proti Ardenom z številnimi kratkimi vzponi, preden pridejo v cilj nazaj v Kuurne. Trasa v "hribovskem odseku" se vsako leto nekoliko spremeni, redno pa vljučuje vzpone Edelareberg, La Houppe, Kanarieberg, Kruisberg, Oude Kwaremont, Tiegemberg in Nokereberg.
Z dolgo in položno ciljo ravnino, je trasa manj selektivna od dire Omloop Het Nieuwsblad. Dirka se zaključi z dvema krogoma okrog krajev Kortrijk in Kuurne. Z zadnjim vzponom, 53 km pred ciljem, se je dirka Kuurne–Brussels–Kuurne uveljavila in proslavila kot sprinterska klasika.

## Moški

### Zmagovalci po letih
| Leto                              | Zmagovalec                    | Drugi                         | Tretji                        |
| --------------------------------- | ----------------------------- | ----------------------------- | ----------------------------- |
| ↓ "Omloop van Kuurne" ↓           |                               |                               |                               |
| 1945                              | Valère Ollivier               | Albert Ramon                  | Albert Decin                  |
| ↓ "Bruselj–Kuurne" ↓              |                               |                               |                               |
| 1946                              | Henri Delmuyle                | Arthur Mommerency             | Albert Paepe                  |
| ↓ "Kuurne–Bruselj–Kuurne" ↓       |                               |                               |                               |
| 1947                              | André Pieters                 | André Rosseel                 | Omer Mommerency               |
| 1948                              | Achiel Buysse                 | André Pieters                 | Roger Cnockaert               |
| 1949                              | Albert Decin                  | Valere Ollivier               | Arthur Mommerency             |
| 1950                              | Valere Ollivier               | Albert Decin                  | André Declerck                |
| 1951                              | André Declerck                | Maurice Blomme                | Albert Decin                  |
| 1952                              | André Maelbrancke             | Albert Lambert                | Basiel Wambeke                |
| 1953                              | Léopold Degraeveleyn          | André Pieters                 | René Mertens                  |
| 1954                              | Leon Vandaele                 | René Oreel                    | Boudewijn Devos               |
| 1955                              | Jef Planckaert                | René Mertens                  | Henri Denys                   |
| 1956                              | Henri Denys                   | Wim van Est                   | Albéric Schotte               |
| 1957                              | Joseph Verhelst               | Leon Vandaele                 | Norbert Kerckhove             |
| 1958                              | Gilbert Desmet                | Karel De Baere                | Marcel Rijckaert              |
| 1959                              | Gentil Saelens                | Arthur De Cabooter            | Maurice Meuleman              |
| 1960                              | Jef Planckaert                | Francis Pipelin               | Henri De Wolf                 |
| 1961                              | Leon Vandaele Fred De Bruyne  |                               | André Noyelle                 |
| 1962                              | Piet Rentmeester              | Robert De Middeleir           | Romain Van Wijnsberghe        |
| 1963                              | Noël Foré                     | Leon Vandaele                 | Willy Bocklant                |
| 1964                              | Arthur De Cabooter            | Tom Simpson                   | Frans Melckenbeeck            |
| 1965                              | Guido Reybrouck               | Vincent Denson                | Bernard Van De Kerckhove      |
| 1966                              | Gustaaf De Smet               | Robert De Middeleir           | Norbert Kerckhove             |
| 1967                              | Daniel Van Ryckeghem          | Eric Demunster                | Walter Boucquet               |
| ↓ "Omloop der Beide Vlaanderen" ↓ |                               |                               |                               |
| 1968                              | Eric Leman                    | Daniel Van Ryckeghem          | Edward Sels                   |
| 1969                              | Freddy Decloedt               | Noël Van Tyghem               | Emiel Lambrecht               |
| 1970                              | Roger De Vlaeminck            | Eric Leman                    | Daniel Van Ryckeghem          |
| 1971                              | Roger De Vlaeminck            | Eric Leman                    | Frans Verbeeck                |
| 1972                              | Gustaaf Van Roosbroeck        | Noël Van Clooster             | Willy Planckaert              |
| 1973                              | Walter Planckaert             | Freddy Maertens               | Tino Tabak                    |
| 1974                              | Wilfried Wesemael             | Edouard Verstraeten           | Cyrille Guimard               |
| 1975                              | Frans Verhaegen               | Tino Tabak                    | Freddy Maertens               |
| 1976                              | Frans Verhaegen               | Franky De Gendt               | Hervé Vermeeren               |
| 1977                              | Patrick Sercu                 | Walter Planckaert             | Dietrich Thurau               |
| 1978                              | Patrick Lefevere              | Ludo Delcroix                 | Walter Planckaert             |
| ↓ "Kuurne–Bruselj–Kuurne" ↓       |                               |                               |                               |
| 1979                              | Walter Planckaert             | Alfons van Katwijk            | Jean-Luc Vandenbroucke        |
| 1980                              | Jan Raas                      | Ludo Peeters                  | Sean Kelly                    |
| 1981                              | Jos Jacobs                    | Jean-Luc Vandenbroucke        | Hubert Linard                 |
| 1982                              | Gregor Braun                  | Eddy Planckaert               | Sean Kelly                    |
| 1983                              | Jan Raas                      | Sean Kelly                    | Eddy Planckaert               |
| 1984                              | Jos Lammertink                | Walter Planckaert             | Marc Dierickx                 |
| 1985                              | William Tackaert              | Marc Sergeant                 | Gerrit Solleveld              |
| 1986                              | dirka je odpadla zaradi snega | dirka je odpadla zaradi snega | dirka je odpadla zaradi snega |
| 1987                              | Ludo Peeters                  | Johan Lammerts                | Dirk Demol                    |
| 1988                              | Hendrik Redant                | Noël Segers                   | Jelle Nijdam                  |
| 1989                              | Edwig Van Hooydonck           | Mauro Gianetti                | Johan Devos                   |
| 1990                              | Hendrik Redant                | Jelle Nijdam                  | Davis Phinney                 |
| 1991                              | Johnny Dauwe                  | Jean-Paul van Poppel          | Hendrik Redant                |
| 1992                              | Olaf Ludwig                   | Christophe Capelle            | Johan Museeuw                 |
| 1993                              | dirka je odpadla zaradi snega | dirka je odpadla zaradi snega | dirka je odpadla zaradi snega |
| 1994                              | Johan Museeuw                 | Johan Capiot                  | Olaf Ludwig                   |
| 1995                              | Frédéric Moncassin            | Hendrik Redant                | Andrea Peron                  |
| 1996                              | Rolf Sorensen                 | Frédéric Moncassin            | Gianluca Pianegonda           |
| 1997                              | Johan Museeuw                 | Stéphane Barthe               | Bruno Boscardin               |
| 1998                              | Andrej Čmil                   | Frank Vandenbroucke           | Emmanuel Magnien              |
| 1999                              | Jo Planckaert                 | Johan Museeuw                 | Andrej Čmil                   |
| 2000                              | Andrej Čmil                   | Geert Van Bondt               | Jaan Kirsipuu                 |
| 2001                              | Peter Van Petegem             | Hans De Clercq                | Jo Planckaert                 |
| 2002                              | Jaan Kirsipuu                 | Serge Baguet                  | Enrico Cassani                |
| 2003                              | Roy Sentjens                  | Leif Hoste                    | Volker Ordowski               |
| 2004                              | Steven de Jongh               | Paolo Bettini                 | Gerben Löwik                  |
| 2005                              | George Hincapie               | Kevin Van Impe                | Bert Roesems                  |
| 2006                              | Nick Nuyens                   | Leif Hoste                    | Tom Boonen                    |
| 2007                              | Tom Boonen                    | Marcel Sieberg                | Iljo Keisse                   |
| 2008                              | Steven de Jongh               | Sebastian Langeveld           | Matthew Goss                  |
| 2009                              | Tom Boonen                    | Bernhard Eisel                | Jeremy Hunt                   |
| 2010                              | Bobbie Traksel                | Rick Flens                    | Ian Stannard                  |
| 2011                              | Christopher Sutton            | Jauheni Hutarovič             | André Greipel                 |
| 2012                              | Mark Cavendish                | Jauheni Hutarovič             | Kenny van Hummel              |
| 2013                              | dirka je odpadla zaradi snega | dirka je odpadla zaradi snega | dirka je odpadla zaradi snega |
| 2014                              | Tom Boonen                    | Moreno Hofland                | Sep Vanmarcke                 |
| 2015                              | Mark Cavendish                | Alexander Kristoff            | Elia Viviani                  |
| 2016                              | Jasper Stuyven                | Alexander Kristoff            | Nacer Bouhanni                |
| 2017                              | Peter Sagan                   | Jasper Stuyven                | Luke Rowe                     |
| 2018                              | Dylan Groenewegen             | Arnaud Démare                 | Sonny Colbrelli               |
| 2019                              | Bob Jungels                   | Owain Doull                   | Niki Terpstra                 |
| 2020                              | Kasper Asgreen                | Giacomo Nizzolo               | Alexander Kristoff            |
| 2021                              | Mads Pedersen                 | Anthony Turgis                | Thomas Pidcock                |
| 2022                              | Fabio Jakobsen                | Caleb Ewan                    | Hugo Hofstetter               |
| 2023                              | Tiesj Benoot                  | Nathan Van Hooydonck          | Matej Mohorič                 |
| 2024                              | Wout van Aert                 | Tim Wellens                   | Oier Lazkano                  |
| 2025                              | Jasper Philipsen              | Olav Kooij                    | Hugo Hofstetter               |

### Večkratni zmagovalci
| Zmage | Kolesar            | Edicija          |
| ----- | ------------------ | ---------------- |
| 3     | Tom Boonen         | 2007, 2009, 2014 |
| 2     | Valère Ollivier    | 1945, 1948       |
| 2     | Leon Vandaele      | 1954, 1961       |
| 2     | Joseph Planckaert  | 1955, 1960       |
| 2     | Roger De Vlaeminck | 1970, 1971       |
| 2     | Walter Planckaert  | 1973, 1979       |
| 2     | Frans Verhaegen    | 1975, 1976       |
| 2     | Jan Raas           | 1980, 1983       |
| 2     | Hendrik Redant     | 1988, 1990       |
| 2     | Johan Museeuw      | 1994, 1997       |
| 2     | Andrej Čmil        | 1998, 2000       |
| 2     | Steven de Jongh    | 2004, 2008       |
| 2     | Mark Cavendish     | 2012, 2015       |

### Zmagovalci po državah
| Zmage | Država              |
| ----- | ------------------- |
| 55    | Belgija             |
| 10    | Nizozemska          |
| 3     | Danska              |
| 2     | Nemčija             |
| 2     | Združeno kraljestvo |
| 1     | Avstralija          |
| 1     | Estonija            |
| 1     | Francija            |
| 1     | Luksemburg          |
| 1     | Slovaška            |
| 1     | ZDA                 |